# Grado francese
Il grado francese (°f) è un'unità di misura, assieme ai gradi tedesco e inglese, della durezza di un'acqua.
La durezza di un'acqua esprime il contenuto di ioni calcio e magnesio in un campione d'acqua presenti sotto forma di sali come solfati, nitrati, cloruri, carbonati e idrogenocarbonati.

## Descrizione
I gradi francesi esprimono il contenuto salino riferendosi all'equivalente di CaCO3 presente in un volume unitario di acqua (un litro), mentre il grado tedesco fa riferimento all'equivalente di CaO per litro e quello inglese al carbonato di calcio presente in un gallone d'acqua.
Il valore della durezza di un'acqua in gradi francesi si ottiene moltiplicando per 10 la quantità di CaCO3 in essa presente, espressa in mmol/L (millimoli per litro), oppure dividendo per 10 il contenuto di CaCO3 espresso in mg/l, quindi 1 °f = 10 mg CaCO3/L = 10 ppm.
Ad esempio: a 0,2 mmol/l corrispondono 2 °f; a 0,8 mmol/l corrispondono 8 °f.
Dal momento che la massa molecolare di CaCO3 è 100 g/mol o mg/mmol, allora 0,2 mmol/l di CaCO3 sono 20 mg/l di CaCO3, quindi 2 °f.
Ci sono varie scale interpretative della durezza dell'acqua, qui ne viene riportata una:
| °f    | durezza in gradi francesi |
| ----- | ------------------------- |
| 0-5   | molto dolce               |
| 5-10  | dolce                     |
| 10-18 | poco dura                 |
| 18-30 | dura                      |
| >30   | molto dura                |